# Viridasiidae
Viridasiidae – rodzina pająków z infrarzędu Araneomorphae.
Takson ten wprowadzony został w 1967 roku przez P. Lehtinena jako podrodzina w obrębie Ctenidae. Praca Silvy Dávili wskazywała na jego pozycję bazalną w obrębie tej rodziny. Z analizy filogenetycznej C.E. Griswolda, A. Carmichael i D. Polotow z 2015 roku wynika, że takson ten jest bliżej spokrewniony z należącymi do Dionycha Odo i ślizgunowatymi, w związku z czym autorzy nadali mu rangę osobnej rodziny. Według stanu na 2016 rok do Viridasiidae zalicza się 9 opisanych gatunków z 2 rodzajów: Viridasius Simon, 1889 i Vulsor Simon, 1889, jednak kilka nowych rodzajów i wiele nowych gatunków czeka na opis.
Pająki te mają powyżej 3 podłużnych rzędów trichobotrii grzbietowej powierzchni nadstopia oraz gładką płytkę proksymalną trichobtrium stopy. Samice charakteryzuje ząbek na bocznym sektorze płytki płciowej. Pozostałe synapomorfie dotyczą nogogłaszczków samców i obejmują m.in.: obecność wyrostka tegularnego u nasady konduktora, embolus z częścią ruchomą (łac. paras pendula) i płatkiem blokującym u nasady, występowanie retrolateralnego wyrostka cymbialnego oraz subtegularnego płatka blokującego.
Wszystkie gatunki są endemitami Madagaskaru.